# HD249401
HD249401 — хімічно пекулярна зоря спектрального класу
A2 й має видиму зоряну величину в смузі V приблизно 10,8.

## Пекулярний хімічний вміст
Зоряна атмосфера HD249401 має підвищений вміст 
Si
.